# Jean-François Parenteau
Pour les articles homonymes, voir Parenteau.
Jean-François Parenteau, né le 29 novembre 1970 à Verdun, est un homme politique et homme d'affaires québécois. Il est maire de l'arrondissement de Verdun (à Montréal) de 2013 à 2021 et responsable des services aux citoyens, de l'approvisionnement et de l'environnement sur le comité exécutif de la Ville de Montréal de 2017 à 2021.

## Biographie

### Avant la politique
Avant de se lancer en politique, Jean-François Parenteau a été courtier immobilier et propriétaire de la boutique orthopédique L’Autonome située à Verdun.

### Vie politique
En 2009, Jean-François Parenteau se présente comme candidat de l'Équipe Harel - Vision Montréal pour le poste de conseiller d'arrondissement à Verdun dans le district Desmarchais-Crawford. Il perd par 138 voix derrière Ann Guy (Équipe Tremblay - Union Montréal).
En 2013, il se joint à l'Équipe Denis Coderre pour Montréal. Lors des élections municipales de 2013 à Montréal, il est élu maire de l'arrondissement de Verdun le 3 novembre 2013 avec 553 voix de majorité et l'appui de 24,81 % des voix exprimées. Trois autres membres de l'Équipe Denis Coderre pour Montréal sont élus dans l'arrondissement, soit Manon Gauthier (conseillère de ville - Champlain/Île-des-sœurs), Pierre L'Heureux (conseiller d'arrondissement Champlain/Île-des-sœurs) et Marie-Ève Brunet (conseillère d'arrondissement - Champlain/Île-des-sœurs). En novembre 2013, Jean-François Parenteau est nommé au conseil d'administration de la STM. 
Jean-François Parenteau est élu pour un second mandat avec l'Équipe Denis Coderre pour Montréal le 5 novembre 2017 aux côtés de Marie-Josée Parent (conseillère de ville - Champlain/Île-des-sœurs), Pierre L'Heureux (conseiller d'arrondissement Champlain/Île-des-sœurs) et de Véronique Tremblay (conseillère d'arrondissement - Champlain/Île-des-sœurs).  
Le 19 novembre 2017, soit deux semaines après les élections, Jean-François Parenteau quitte l'Équipe Coderre pour se joindre au comité exécutif de la Ville de Montréal, sur lequel il siège de 2017 jusqu'à la fin de son mandat en 2021. Au sein du comité exécutif, il est responsable des services aux citoyens, de l'environnement, de l'approvisionnement, du matériel roulant et des relations gouvernementales. Il siège comme indépendant jusqu'à la fin de son mandat en novembre 2021.  
Le 15 mars 2021, Jean-François Parenteau annonce qu'il ne briguera pas un troisième mandat. Marie-Andrée Mauger (Projet Montréal) lui succède comme mairesse de Verdun à l'issue des élections municipales de 2021.

### Après la politique
Le 14 janvier 2022, Jean-François Parenteau est nommé directeur stratégique des grands projets d’infrastructure pour le CIUSSS de l’Ouest-de-l’Île-de-Montréal. Dans le cadre de son nouveau poste créé sur mesure, il a pour tâche de faire avancer les projets d'infrastructure de l’Ouest de l’île auprès du gouvernement et de la Société québécoise des infrastructures (SQI).

## Résultats électoraux
| Parti                  | Candidat                    | Vote   | %     |
| ---------------------- | --------------------------- | ------ | ----- |
| Équipe Denis Coderre   | Jean-François Parenteau     | 5 147  | 24,81 |
| Projet Montréal        | Mary Ann Davis              | 4 594  | 22,14 |
| Vrai changement        | Mourad Bendjennet           | 3 645  | 17,57 |
| Coalition Montréal     | Alain Tassé                 | 2 902  | 13,99 |
| Option Verdun/Montréal | André Savard                | 2 669  | 12,86 |
| Équipe Andrée Champoux | Andrée Champoux             | 1 549  | 7,47  |
| Intégrité Montréal     | Jency Mercier               | 139    | 0,67  |
| Indépendant            | Katherine Le Rougetel       | 102    | 0,49  |
| -                      | Nombre de votes             | 20 747 | 100   |
|                        | Nombre de bulletins rejetés | 583    | 3,24  |
|                        | Taux de participation       | 21 330 | 44,74 |
|                        | Nombre d'électeurs inscrits | 47 677 | -     |

Référence : Rapport officiel du recensement des votes, Ville de Montréal